# Nguyễn Mạnh Hà
Nguyễn Mạnh Hà (1913 – 1992) là nhà trí thức Công giáo, nhà chính trị Việt Nam, từng giữ chức Thanh tra Lao động Bắc kỳ, Bộ trưởng Bộ Kinh tế Quốc gia trong Chính phủ lâm thời Việt Nam Dân chủ Cộng hòa năm 1945.

## Quê quán, gia đình
Ông sinh năm Quý Sửu (1913) tại Hưng Yên. Thuở nhỏ theo gia đình (cha ông tên Mai làm Y sĩ từng tham gia chiến tranh Thế giới lần thứ nhất 1914-1918) sang học ở Pháp lúc mới 13 tuổi (1926). Phần lớn cuộc đời ông sống và cư ngụ ở Pháp và Thụy Sĩ.
Đậu xong tú tài ông theo học Luật và Chính trị học ở Đại học Paris. Tại Pháp ông kết hôn với con gái ông George Marrane thị trưởng - nghị sĩ cộng sản thành phố Ivry. Ông từng tham gia tổ chức Thanh niên Lao động Công giáo (tiếng Việt viết tắt là Thanh Lao công, tiếng Pháp viết tắt là JOC) Pháp,
Năm 1937, ông tốt nghiệp Trường Khoa học chính trị Paris, đỗ Tiến sĩ Luật.

## Thanh tra lao động Bắc Kỳ
Cùng năm về nước, nhằm lúc chính quyền thuộc Mặt trận Bình dân Pháp cầm quyền, ông được Thống sứ Bắc Kỳ Chatel (là bạn thân của cha ông cùng tham chiến hồi năm 1914 ở Pháp) cử làm Thanh tra lao động tại Hải Phòng và các khu hầm mỏ - một chức vụ đầu tiên ở Đông Dương - một thành phố công nghiệp lớn ở Đông Dương.
Ông tham gia các hoạt động xã hội, là lãnh đạo sáng lập tổ chức Thanh niên Lao động Công giáo tại Hải Phòng hồi những năm 1939-1940.
Năm 1943, ông giữ chức Giám đốc Kinh tế kiêm Thanh tra lao động Bắc Kỳ; với cương vị này, ông đã giải quyết phần nào nạn đói ở Hải Phòng năm 1945 mà nhân dân ở đây coi như "một vị cứu tinh". Và cũng nhờ vậy mà sau cách mạng tháng 8, Việt Minh đã vời ông ra cộng tác với chính quyền cách mạng.

## Tham gia Chính phủ Việt Nam Dân chủ Cộng hòa
Ngày 2-9-1945, ông được cử giữ chức Bộ trưởng Bộ Kinh tế Quốc dân trong Chính phủ Lâm thời, đầu năm 1946 (1-1) làm Thứ trưởng cùng bộ, Bộ trưởng là Nguyễn Tường Long (tức nhà văn Hoàng Đạo).
Ngày 6-1-1946 ông đắc cử Đại biểu Quốc hội Việt Nam khóa I đơn vị tỉnh Hưng Yên.
Trong thời điểm này ông nhận sứ mạng tiến hành đàm phán với Pháp trong hậu trường về vấn đề độc lập của Việt Nam. Ngày 28-5-1946, ông là thành viên phái đoàn thiện chí của Quốc hội Việt Nam sang thăm nước Pháp và cũng là phái viên trong Phái đoàn Việt Nam sang Paris tham gia Hội nghị Fontainebleau vào tháng 7 cùng năm. Tại hội nghị ông là thành viên của Ủy ban kinh tế - tài chánh. Hội nghị cuối cùng tan vỡ vì dã tâm của chính phủ Pháp, sau đó ông về Việt Nam với phái đoàn.
Sau ngày Toàn quốc kháng chiến, ông ở lại Hà Nội, đến năm 1951, vì ông có quốc tịch Pháp và vì bà Renee là người Pháp, lại có thế lực công giáo, cho nên chính quyền Pháp trong vùng tạm chiếm cũng không dám làm khó dễ. Ông bị trục xuất về Pháp (theo lệnh của Cao ủy Jean de Lattre de Tassigny) và sống tại đây cho đến cuối đời (1992) với cương vị là một "Thanh tra lao động" của nước Pháp.

## Hoạt động tại Pháp
Ông tham gia hoạt động trong phong trào vận động chính phủ Pháp đàm phán với chính phủ Hồ Chí Minh cùng với các trí thức tên tuổi như Hoàng Xuân Hãn, Nguyễn Ngọc Bích.
Năm 1965, ông tham gia Đại hội nhân dân Đông Dương do Quốc trưởng Campuchia lúc đó triệu tập để thảo luận về việc Mĩ trực tiếp tham chiến ở Đông Dương toàn diện.
Năm Nhâm Thân (1992), ông mất tại một làng quê ở Thụy Sĩ, thọ 79 tuổi.